# Суперкуп Јадранске лиге у кошарци
Суперкуп Јадранске лиге (познат и као Суперкуп АБА лиге, енгл. ABA League Supercup или АБА Суперкуп, енгл. ABA Super Cup) је годишње кошаркашко такмичење клубова учесника регионалне Јадранске лиге. Игра се у турнирском формату пред почетак сезоне и броји 8 клубова, а прво издање приређено је 2017. године у црногорском граду Бару.

## Пропозиције такмичења
- Право наступа на турниру Суперкупа остварују домаћин турнира и седам најбоље пласираних екипа из претходне сезоне Јадранске лиге. Они на основу пласмана редом добијају такмичарске бројеве од 1 до 8.
- У четвртфиналу су клубови упарени на следећи начин:
  - четвртфинална утакмица 1: такм. број 1 - такм. број 8
  - четвртфинална утакмица 2: такм. број 2 - такм. број 7
  - четвртфинална утакмица 3: такм. број 3 - такм. број 6
  - четвртфинални утакмица 4: такм. број 4 - такм. број 5
- У полуфиналу су клубови упарени на следећи начин:
  - полуфинална утакмица 1: победници четвртфиналних утакмица 1 и 4
  - полуфинална утакмица 2: победници четвртфиналних утакмица 2 и 3
- Победници полуфиналних утакмица остварују пласман у финале.

## Досадашња издања
| Година     | Домаћин турнира                                       | Финале                                                | Финале                                                | Финале                                                | Најкориснији играч                                    |
| ---------- | ----------------------------------------------------- | ----------------------------------------------------- | ----------------------------------------------------- | ----------------------------------------------------- | ----------------------------------------------------- |
| Година     | Домаћин турнира                                       | Победник                                              | Резултат                                              | Финалиста                                             | Најкориснији играч                                    |
| 2017.      | Бар                                                   | Цедевита (1)                                          | 78 : 69                                               | Будућност                                             | Андрија Стипановић                                    |
| 2018.      | Лакташи                                               | Црвена звезда (1)                                     | 89 : 75                                               | Будућност                                             | Мохамед Фаје                                          |
| 2019.      | Загреб                                                | Партизан (1)                                          | 99 : 77                                               | Цедевита Олимпија                                     | Рашон Томас                                           |
| 2020—2022. | Такмичење се није одржавало због пандемије ковида 19. | Такмичење се није одржавало због пандемије ковида 19. | Такмичење се није одржавало због пандемије ковида 19. | Такмичење се није одржавало због пандемије ковида 19. | Такмичење се није одржавало због пандемије ковида 19. |
| 2023.      | Подгорица                                             | Студентски центар (1)                                 | 83 : 81                                               | Партизан                                              | Кенан Камењаш                                         |

### Успешност клубова
| Клуб              | Победник | Финалиста      |
| ----------------- | -------- | -------------- |
| Партизан          | 1 (2019) | 1 (2023)       |
| Цедевита          | 1 (2017) | —              |
| Црвена звезда     | 1 (2018) | —              |
| Студентски центар | 1 (2023) | —              |
| Будућност         | —        | 2 (2017, 2018) |
| Цедевита Олимпија | —        | 1 (2019)       |

## Учешће и домет клубова по турнирима
| Клуб              | 2017 | 2018 | 2019 | 2023 | Укупно учешћа |
| ----------------- | ---- | ---- | ---- | ---- | ------------- |
| Будућност         | Ф    | Ф    | ПФ   | 3    | 4             |
| Задар             | –    | ЧФ   | –    | 6    | 2             |
| Игокеа            | ЧФ   | ЧФ   | –    | 4    | 3             |
| Мега баскет       | ПФ   | –    | ЧФ   | 5    | 3             |
| Морнар Бар        | ПФ   | ЧФ   | –    | –    | 2             |
| Олимпија Љубљана  | –    | ЧФ   | –    | –    | 1             |
| Партизан          | ЧФ   | ПФ   | П    | Ф    | 4             |
| Приморска         | –    | –    | ПФ   | –    | 1             |
| Студентски центар | –    | –    | –    | П    | 1             |
| ФМП               | ЧФ   | –    | ЧФ   | 7    | 3             |
| Цедевита          | П    | ПФ   | –    | –    | 2             |
| Цедевита Олимпија | –    | –    | Ф    | 8    | 2             |
| Цибона            | ЧФ   | –    | ЧФ   | –    | 2             |
| Црвена звезда     | –    | П    | ЧФ   | –    | 2             |